# Монровия
Монро́вия (англ. Monrovia) — столица Либерии. Находится на территории округа Монтсеррадо, порт на побережье Атлантического океана, расположен в искусственной бухте в устье реки Сент-Пол. Население 1 010 970 чел. (2008).

## Этимология
Основана в 1822 г. как поселение освобожденных от рабства американских негров. Названа в честь президента США Джеймса Монро, при котором было начато переселение освобождённых рабов в Африку. Таким образом, Монровия — единственная столица в мире, помимо Вашингтона, названная в честь американского президента.

## Климат
Согласно классификации климатов Кёппена, Монровия находится в зоне тропического муссонного климата. На протяжении года на данной территории выпадает огромное количество осадков (около 5140 мм в год). Климат характеризуется наличием как сезона дождей, так и сухого сезона. Однако даже во время сухого сезона наблюдается выпадение осадков (хотя количество осадков и снижается). Температура остаётся относительно стабильной на протяжении всего года и колеблется возле отметки в 26 °C.
| Показатель                                 | Янв. | Фев. | Март | Апр. | Май | Июнь | Июль | Авг. | Сен. | Окт. | Нояб. | Дек. | Год  |
| ------------------------------------------ | ---- | ---- | ---- | ---- | --- | ---- | ---- | ---- | ---- | ---- | ----- | ---- | ---- |
| Абсолютный максимум, °C                    | 32   | 33   | 32   | 33   | 34  | 31   | 29   | 30   | 29   | 30   | 32    | 32   | 34   |
| Средний суточный максимум, °C              | 30   | 29   | 31   | 31   | 30  | 27   | 27   | 27   | 27   | 28   | 29    | 30   | 29   |
| Средняя температура, °C                    | 27   | 26   | 27   | 27   | 26  | 25   | 25   | 25   | 25   | 25   | 26    | 27   | 26   |
| Средний суточный минимум, °C               | 23   | 23   | 23   | 23   | 22  | 23   | 22   | 23   | 22   | 22   | 23    | 23   | 23   |
| Абсолютный минимум, °C                     | 13   | 20   | 19   | 16   | 16  | 18   | 16   | 18   | 18   | 19   | 16    | 14   | 13   |
| Норма осадков, мм                          | 31   | 56   | 97   | 216  | 516 | 973  | 996  | 373  | 744  | 772  | 236   | 130  | 5140 |
| Температура воды, °C                       | 28   | 28   | 28   | 29   | 29  | 28   | 27   | 27   | 27   | 28   | 28    | 29   | 28   |
| Источник: BBC Weather, World Climate Guide |      |      |      |      |     |      |      |      |      |      |       |      |      |

## История

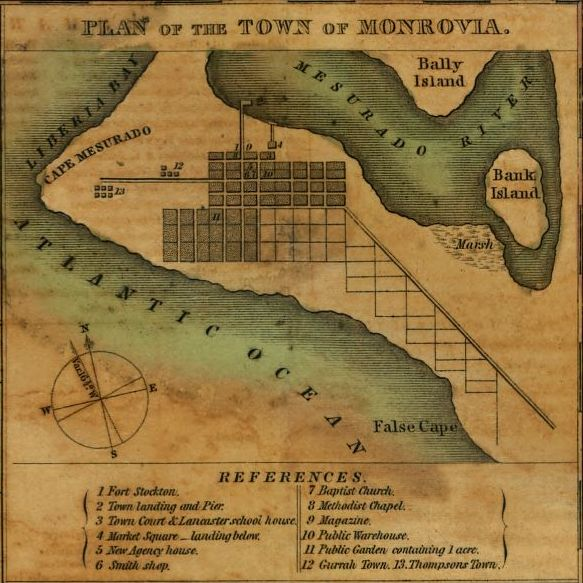
План Монровии, 1830 год

Первое упоминание о Монровии относится к 60-м годам XVI века. В те годы португальские моряки дали поселению, уже существовавшему на данной территории, название порт Мезураду. В 1821 году, с целью создания независимой колонии, в Африку из США прибыли освободившиеся из рабства негры, которые и стали первыми американскими поселенцами на данной территории. Они высадились на острове Шербро, который сегодня принадлежит государству Сьерра-Леоне. Местные жители не отличались особым гостеприимством, и многие поселенцы погибли в ожесточённых боях с аборигенами. В 1822 году оставшиеся в живых американцы были спасены своими соотечественниками, также прибывшими в Африку, и перевезены в порт Мезураду, где ими и было основано поселение Кристополис. В 1824 году город был переименован в Монровию в честь американского президента Джеймса Монро, который являлся активным сторонником политики переправления освободившихся из рабства негров в Либерию, считая, что это сможет сгладить процесс эмансипации темнокожих в Америке. Таким образом, Монровия стала единственной столицей в мире (не считая Вашингтона), названной в честь американского президента.
В 1845 году в Монровии прошёл съезд Американского Общества Колонистов, на котором был утверждён проект, через 2 года ставший официальной конституцией независимой и суверенной Республики Либерия.
В начале XX века Монровия была разделена на 2 части: собственно Монровия, приютившая основную часть американо-либерийского населения и построенная в духе архитектуры Юга США, и Крутаун, населённый народами кру, басса, гребо и другими. На тот момент из 4000 жителей столицы 2500 составляли американо-либерийцы. В Первой мировой войне Монровия подверглась бомбардировке со стороны Германии. К 1926 году начала активно набирать темпы миграция в Монровию представителей разнообразных этносов из других частей страны, главной целью которых стал поиск работы.
В 1979 году в Монровии прошла конференция стран-участниц Организации африканского единства, которую возглавил тогдашний президент Либерии Уильям Толберт. За время своего правления Толберту удалось воплотить в жизнь программу государственного жилищного строительства в Монровии и вдвое сократить плату за обучение в Университете Либерии. В 1980 году в результате военного переворота Толберт был свергнут с поста президента, а многие из его союзников — взяты под стражу.
Город сильно пострадал во время Первой (1989—1996) и Второй (1999—2003) гражданских войн. Особенно большой ущерб был нанесён Монровии во время блокады, длившейся с 18 июля по 14 августа 2003 года. Были разрушены многие здания, и уничтожена почти вся инфраструктура города. Крупнейшие столкновения произошли в 1990 году между сторонниками правительства Сэмюэла Доу и союзниками Принца Джонсона, а также в 1992 году во время осады города Национал-патриотическим фронтом Либерии. По окончании военных действий огромное количество детей осталось без родителей и крова над головой, а молодые люди лишились возможности окончить образование.
В 2002 году на территории рыбного рынка в Монровии Лейма Гбоуи организовала массовое мирное выступление женщин Либерии, во время которого представительницы слабого пола, съехавшиеся в столицу со всей страны, читали молитвы и пели. Это движение в 2003 году поспособствовало окончанию Второй гражданской войны и избранию на пост президента страны Элен Джонсон-Серлиф. Таким образом, Либерия стала первой африканской страной, возглавляемой женщиной-президентом.

## Экономика

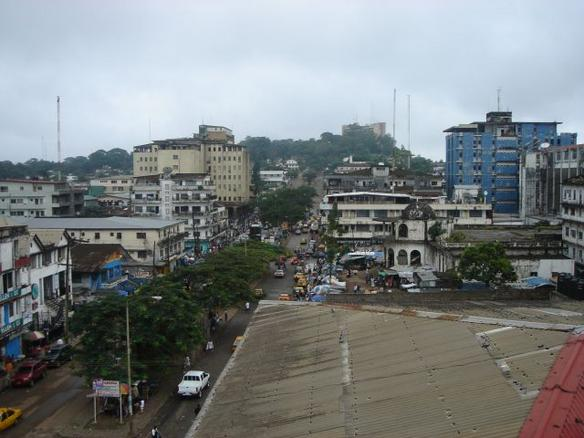
Улица Монровии

В городе имеются два международных аэропорта: аэропорт Сприггса Пейна и аэропорт «Робертс».
Монровия — единственный беспошлинный порт в Западной Африке. Значительный доход город получает от транзита товаров в соседние страны. Грузооборот составляет около 12 млн тонн в год. Развиты пищевая, нефтехимическая, фармацевтическая, цементная отрасли, рыболовство.

## Правительство
Со второй половины XIX века главами города были:
- В. Ф. Нельсон, 1870-е[6]
- С. Т. О. Кинг, 1880-е[7]
- Х. А. Уильямс, 1890-е[8]
- Артур Бэркли, 1892—1902[9]
- Габриэль М.Джонсон, 1920-е[10]
- Нэйтон С.Росс, 1956—1969[11]
- Эллен А.Сэндимэни, 1970-e (первая женщина-мэр)[12]
- Офелия Хофф Сэйтуме, 2001—2009
- Мэри Бро, 2009—2013[13]
- Клара Дое-Мвого, с 2014

## Культура
Внимание туристов в Монровии могут привлечь такие места, как Национальный музей Либерии, Масонский храм Монровии, береговой рынок и несколько пляжей. В городе также расположен Стадион Антуанетты Тубман, вмещающий 10 000 человек, и спортивный комплекс имени Сэмюэла Каньон Доу (стадион, рассчитанный на 40 000 мест и являющийся одним из самых больших в Африке).

## Образование
В Монровии расположены Университет Либерии, Каттингтон Колледж и другие государственные и частные учебные заведения. Медицинское образование возможно получить в Медицинском колледже имени А. М. Доглиотти, также основы парамедицины и ухода за больными преподаются в Институте Медицины имени Тубман.

## Знаменитые уроженцы
- Джордж Веа — либерийский политик, известный футболист (нападающий сборной Либерии. В 2018 году избран президентом Либерии.
- Секу Олисе — нигерийский и либерийский футболист, бывший правый атакующий полузащитник московского ЦСКА и краснодарской «Кубани»
- Уилтон Санкавуло — либерийский политический деятель, писатель; председатель Государственного совета Либерии (1995—1996)

## Города-побратимы
- Тайбэй, Тайвань
- Дейтон, штат Огайо, США
- Ньюарк, штат Нью-Джерси, США